# Bulbophyllum cogniauxianum
Bulbophyllum cogniauxianum é uma espécie de orquídea (família Orchidaceae) pertencente ao gênero Bulbophyllum. Foi descrita por Friedrich Fritz Wilhelm Ludwig Kraenzlin e Johannes Jacobus Smith em 1912.